# Liste von Militärbasen der Vereinigten Staaten im Ausland

Kommandobereiche

In der Liste von Militärbasen der Vereinigten Staaten im Ausland werden die Militärstützpunkte der Streitkräfte der Vereinigten Staaten im Ausland aufgelistet. Die Militärbasen sind bestimmten US-Verantwortlichkeitsgebieten, Areas of Responsibilities (AR), zugeordnet, nach denen die USA die Welt eingeteilt hat.
Die Vereinigten Staaten unterhielten nach eigenen Angaben im Jahr 2008 761 militärische Einrichtungen aller Teilstreitkräfte (Army, Air Force, Navy, Marine Corps) im Ausland. Dies sind 14 % von 5429 Einrichtungen insgesamt. Die Gesamtzahl der Stützpunkte, auf die die USA jederzeit zurückgreifen können, ist jedoch höher, da Basen, für die lediglich Nutzungsrechte vereinbart wurden, auf denen aber derzeit keine amerikanischen Soldaten stationiert sind, sowie etliche Militärbasen, etwa im Irak, in dieser Statistik nicht enthalten sind. Experten schätzten im Jahr 2004 die Gesamtzahl der Stützpunkte, auf die die USA jederzeit zurückgreifen können, auf ungefähr 1000.
Laut Schätzungen existieren über 900 US‑Militärstützpunkte weltweit, verteilt auf mehr als 70 Länder. Die genaue Zahl schwankt, da manche Einrichtungen offiziell nicht als „Basis“ gelten oder nur Nutzungsrechte bestehen. Amerika: Warum die USA fast immer im Krieg sind | Doku HD | ARTE (Karte mit USA Stützpunkten verlinkt als Quelle)

## Afrika

### Dschibuti
- Camp Lemonnier Hauptquartier der US-amerikanischen Combined Joint Task Force Horn of Africa
- Ein Landungsschiff mit 600 Marines an Bord liegt ständig vor der Küste

### Somalia
- Bar-Sanguuni

### Kenia
- Manda Bay,[6] Mombasa Hafen und Flugplatz

### Niger
- Niger Air Base 201, Agadez
- Arlit
- Niamey

### Burkina Faso
- Ouagadougou[7]

## Asien

### Bahrain
- Bahrain (USN)
- Mina Sulman (USN)
- Muharraq Airfield (USN)

### Britisches Territorium im Indischen Ozean
- Diego Garcia

### Georgien
- In Tiflis hat das Parlament am 21. März 2003 ein Militärabkommen ratifiziert, das den USA die uneingeschränkte Nutzung der georgischen Infrastruktur erlaubt.[8]

### Türkei
- Incirlik

### Israel
- auf dem Gelände der Israel Air Force Mashabim Air Base, seit 2017[9]

### Irak
Die USA räumten am 18. Dezember 2011 ihre letzte Militärbasis im Irak. Als jedoch im Juni 2014 militante Islamisten des ISIS Teile des irakischen Staatsgebietes eroberten (Irakkrise 2014), wurden auch wieder US-Truppen in den Irak kommandiert. Auch nach dem offiziellen „Sieg über den IS“  blieben diese Truppen im Land. Nachdem im August 2019 israelische Streitkräfte mehrere Ziele („schiitische Milizen“) im Irak angegriffen hatten, wurden die USA von einer Fraktion im irakischen Parlament für Israels Aktionen mitverantwortlich gemacht und die stationierten etwa 5.000 US-Soldaten zum sofortigen Abzug aufgefordert. Im Januar 2020 stimmte das irakische Parlament für den vollständigen Abzug aller Truppen der USA aus dem eigenen Land. Hintergrund war die gezielte Tötung des iranischen Generals Qasem Soleimani in Bagdad auf Befehl des US-Präsidenten Donald Trump. Kurz vor dem Ende seiner Amtszeit, im Januar 2021, ordnete Trump im Rahmen seines Bestrebens, „endlose Kriege zu beenden“ (unter Protesten seitens der NATO) eine Reduzierung der US-Truppenstärken in Afghanistan und im Irak auf nunmehr jeweils 2.500 Soldaten an.
Am 24. Januar 2021 kam es zu dem sogenannten Millionenmarsch in Bagdad, zu dem der Oppositionspolitiker Muqtada as-Sadr aufgerufen hatte und an dem unterschiedlichen Angaben zufolge eine bis vier Millionen Menschen teilnahmen, die den Abzug aller ausländischen Truppen aus dem Irak forderten. (Übergangs-)Ministerpräsident Adil Abd al-Mahdi, der die Resolution des Parlaments durch Verhandlungen über einen Truppenabzug in die Tat umzusetzen hätte, wurde mit US-amerikanischen Drohungen mit schweren Sanktionen und Beschlagnahmung irakischer Guthaben konfrontiert; der Sprecher des Außenministers der USA sah ausdrücklich “our financial, economic and diplomatic partnership” gefährdet. Ein Abzug komme seitens der USA nicht infrage. Nach Äußerungen aus Reihen des irakischen Militärs von Anfang Februar 2021 bauen die Streitkräfte der USA ihre Basis im kurdischen Norden des Irak im Gegenteil sogar weiter aus.

### Japan
- U.S. Army Garrison, Japan
- 9th Theater Support Command, Camp Zama, Japan
- 10th Area Support Group, Präfektur Okinawa, Japan
- U.S. Army Corps of Engineers, Japan District
- U.S. Army Garrison, Japan, Band

- Marine Corps Bases, Japan
- Marine Corps Base Camp Butler, Japan
- III. Marine Expeditionary Force
- 31st Marine Expeditionary Unit
- Combined Arms Training Center, Camp Fuji, Japan
- Marine Corps Air Station Iwakuni, Japan

- Commander, U.S. Naval Forces, Japan
- Fleet Activities Okinawa, Japan
- Fleet Activities Sasebo, Japan
- Fleet Activities Yokosuka, Japan
- Naval Air Facility Atsugi, Japan
- Naval Air Facility Misawa, Japan
- Seventh Fleet, Yokosuka, Japan[18]

- Kadena Air Base auf Okinawa
- Misawa Air Base
- Yokota Air Base

Siehe auch: United States Forces Japan

### Katar
- Al Udeid Air Base

### Kuwait
- Camp Doha
- Camp Arifjan
- Camp Buehring (früher Camp Udairi)
- Camp Patriot (in der Nähe der Kuwait Navy Base)
- Camp Ali Al Salem
- Camp Spearhead (SPOD)

### Philippinen
- Basa Air Base in Pampanga
- Fort Magsaysay in Nueva Ecija
- Antonio Bautista Air Base in Palawan
- Mactan-Benito Ebuen Air Base in Cebu
- Lumbia Air Base in Cagayan de Oro
- Naval Base Camilo Osias in Santa Ana Cagayan
- Camp Melchor Dela Cruz in Gamu Isabela
- Balabac Island in Palawan
- Lal-lo Airport in Cagayan

### Südkorea
- Anyang, Südkorea
- Camp Yongin,Yongin
- Camp Jackson, Dobong-gu, Seoul
- Camp Coiner, Camp Kim, Yongsan Garrison, Yongsan-gu, Seoul
- Camp George, Camp Henry, Camp Walker, Daegu
- Camp Market, Incheon
- Camp Eagle, Camp Long, Wonju
- Camp Page, Chuncheon
- Camp Casey, Camp Castle, Camp Hovey, Camp Mobile, Camp Nimble, Dongducheon
- Osan Air Base, Osan
- Camp Bonifas, Camp Edwards, Camp Garry Owen, Camp Giant, Camp Greaves, Camp Howze, Camp Stanton, Paju
- Camp Humphreys, Pyeongtaek
- Seongnam Golf Course, Seongnam
- Suwon Air Base, Suwon
- Camp Essayons, Camp Falling Water, Camp LaGuardia, Camp Red Cloud, Camp Sears, Camp Stanley, Uijeongbu
- Jinhae Naval Base, Jinhae
- Camp Carroll, Chilgok County
- Kunsan Air Base, Gunsan
- Camp McNab, Namjeju County
- Camp Stanley Home of the 304th Signal Battalion
- Camp Colbern
- Command Post Tango, bei Seoul

### Syrien
umstritten, Syrien fordert den Abzug der US-Truppen (und türkischer Truppen)
- Al-Tabqa (Air Base)
- Al-Tanf (Air Base)
- Ash Shaddadi
- Ayn al-Arab
- Ayn Dadad
- Ayn Issah
- Harab Isk (Air Base)
- Rmeilan (Air Base)
- Sabt
- Tal Baydar
- Tal Tamir
- Ushariya
- Zukuf

## Australien/Ozeanien

### Neuseeland
- Flughafen Christchurch

## Europa
Es fehlen noch Montenegro und Mazedonien.

### Bulgarien
→ Hauptartikel: Militärbasen der Vereinigten Staaten in Bulgarien

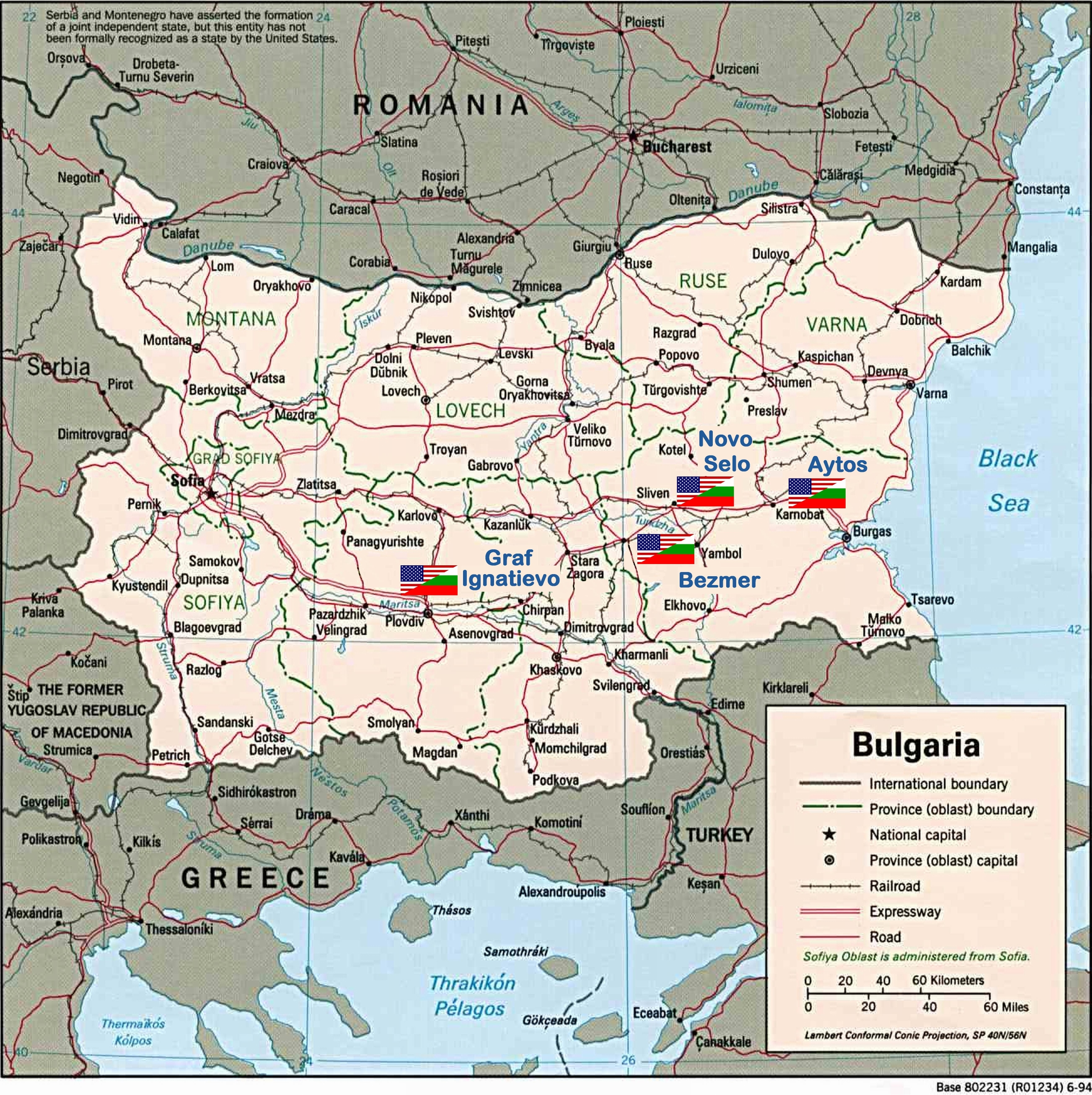
Gemeinsame US-Bulgarische Militärstützpunkte

In dem im Jahre 2006 zwischen den USA und Bulgarien geschlossenen Verteidigungskooperationsabkommen wird den US-Streitkräften erlaubt, diese Basen ohne eine spezielle Erlaubnis der bulgarischen Behörden für Einsätze in anderen Ländern zu benutzen. Den amerikanischen Militärangehörigen wird Immunität zugesichert, die sie vor jeglicher Strafverfolgung in Bulgarien schützt.
- Marinestützpunkt Atiya nahe Burgas
- Luftwaffenstützpunkt Sarafovo nahe Burgas[19] (Koordinaten: 42° 34′ 11″ N, 27° 30′ 55″ O)
- Luftwaffenstützpunkt Besmer
- Luftwaffenstützpunkt Graf Ignatiewo
- Truppenübungsplatz Nowo Selo
- Logistikzentrum Ajtos

### Deutschland
→ Siehe auch: Ausländische Militärbasen in Deutschland
- Ansbach
- Baumholder
- Böblingen (Hauptquartier der United States Marine Corps Forces Europe [USMARFOREUR])
- Bruchmühlbach-Miesau – Miesau Army Depot
- Dülmen (Tower Barracks)
- Grafenwöhr (Truppenübungsplatz)
- Germersheim (Zentrallager)
- Hohenfels Joint Multinational Readiness Center (JMRC)
- Illesheim
- Kaiserslautern – Kaiserslautern Military Community
- Landstuhl – Landstuhl Regional Medical Center
- Mainz-Kastel – 56th Artillery Command
- Mannheim – Coleman Barracks
- Ramstein – Ramstein Air Base
- Spangdahlem – Spangdahlem Air Base
- Stuttgart – United States European Command – United States Africa Command (provisory)
- Vilseck
- Wackernheim – McCully Barracks
- Wiesbaden – Lucius D. Clay Barracks

### Griechenland
- Souda (USN)

### Italien
- Aviano Air Base (USAF)
- Vicenza (US Army)
- Livorno (Camp Darby)
- Capodichino (USAF + USN)
- Gricignano (USN)
- Neapel (USN) (Porto di Napoli)
- Gaeta (USN)
- Sigonella (USAF, USN)
- Verona
- San Vito dei Normanni Air Station

### Kosovo
- Camp Bondsteel, bei Ferizaj

### Polen
- Militärflugplatz Łask (USAF)
- Militärflugplatz Powidz (USAF, US Army)
- Flughafen Słupsk-Redzikowo (USN)

### Rumänien
Am 6. Dezember 2005 unterzeichneten die US-Außenministerin Condoleezza Rice und ihr rumänischer Amtskollege Mihai Răzvan Ungureanu ein Nutzungsabkommen für vier Militärstützpunkte mit einer Laufzeit von zehn Jahren. Der Vertrag verlängert sich automatisch, wenn er nicht ein Jahr vor Laufzeitende von einem der Vertragspartner gekündigt wird.
- Babadag Koordinaten: 44° 23′ 18″ N, 28° 43′ 6″ O
- Smârdan Koordinaten: 45° 29′ N, 27° 56′ O
- Cincu Koordinaten: 45° 55′ N, 24° 48′ O
- Internationaler Flughafen Mihail Kogălniceanu Koordinaten: 44° 21′ 43″ N, 28° 29′ 4″ O
- Militärflugplatz Deveselu, Raketenstellung, bei Caracal, westl. Bucharest, seit 15. Dezember 2015 betriebsbereit. Koordinaten: 44° 3′ 23″ N, 24° 23′ 26″ E

### Spanien
- Rota bei Cádiz
- Morón de la Frontera
- Torreta de Guardamar

## Nord- und Mittelamerika

### El Salvador
- CSL Comalapa

### Grönland
- Thule Air Base (Qaanaaq)

### Honduras
- Soto Cano

### Kuba
- Guantánamo-Bucht – Guantanamo Bay Naval Base (umstritten, wird von Kuba zurückgefordert)

## Südamerika

### Aruba
- Queen Beatrix International Airport

### Curaçao
- Curaçao

### Kolumbien
- Apiay
- Arauca
- Bahía Málaga
- Cartagena
- Larandia
- Malambo
- Palanquero
- Tolemaida
- Tres Esquinas

### Paraguay
- Mariscal Estigarribia

### Peru
- Iquitos
- Nanay